# 10BASE2
10BASE2 (aussi appelé Ethernet Fin ou Thin Ethernet) est un standard Ethernet standardisant une couche physique dans le modèle OSI utilisant un câble coaxial fin. Celui-ci permet le transfert de données à des débits jusqu’à 10 Mbit/s.
Plus simple et plus économique que le 10BASE5, cette solution s’est vite imposée pour un câblage simple.

## Description

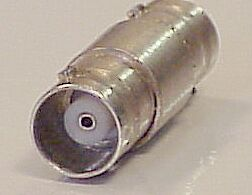
BNC femelle.

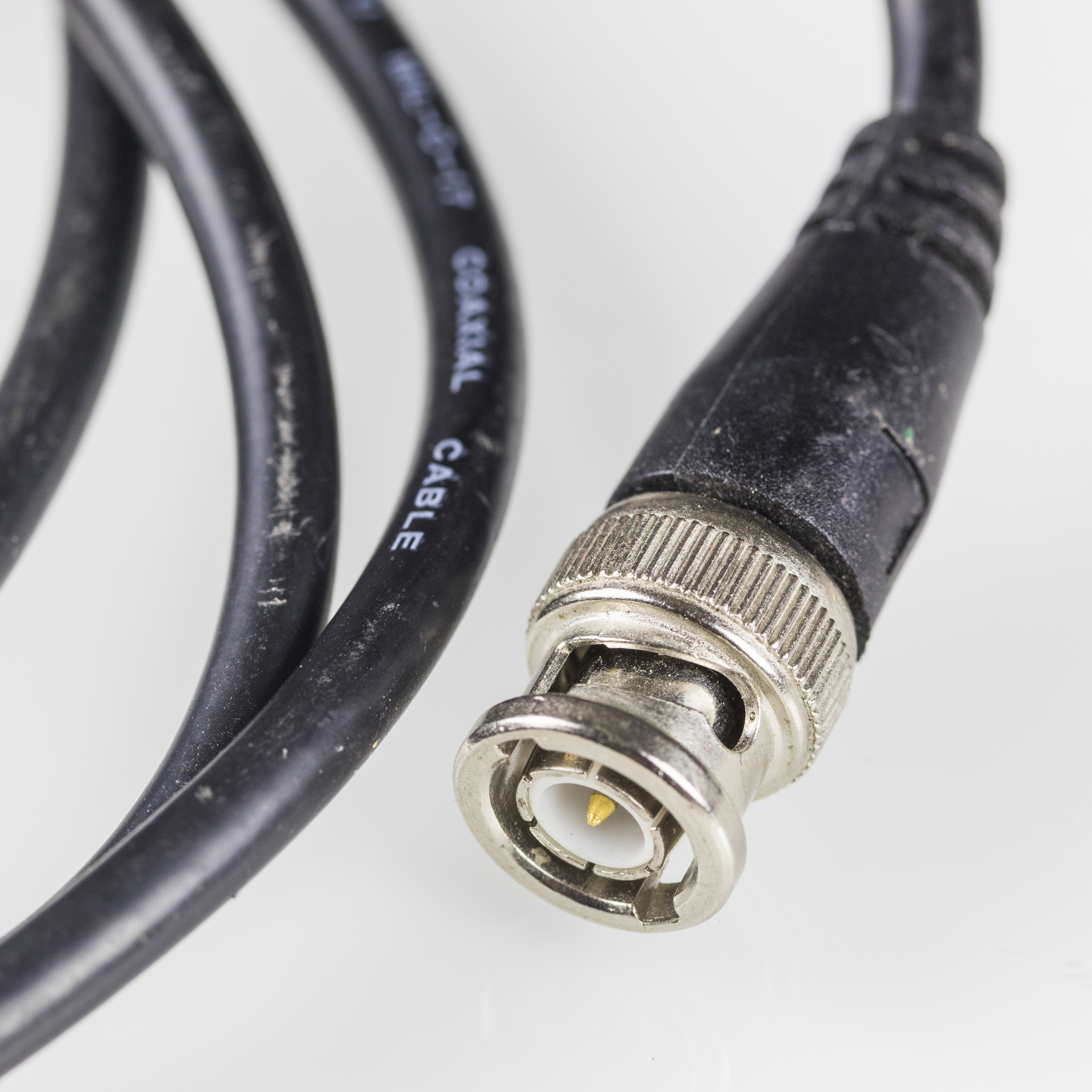
Câble coaxial pour liaison utilisant le protocole 10BASE2 avec connecteur BNC mâle.

### Aperçu général
10BASE2 est décrit dans la clause 10 du standard Ethernet. Celle-ci définit les caractéristiques mécaniques, électriques et fonctionnelles du MAU (Medium Attachment Unit) et spécifie un type de médium pour les réseaux locaux.
Les caractéristiques générales du MAU sont les suivantes :
- permet le couplage du PLS (Physical Layer Signaling) avec le système de transmission de type coaxial en bande de base.
- Supporte des transmissions de données à des débits jusqu’à 10 Mbit/s sur câble coaxial d’une longueur de 185 mètres et sans répéteurs.
- Autorise le DTE (Data Terminal Equipment) pour tester le MAU et le médium lui-même.
- Supporte des configurations utilisant le mécanisme d’accès CSMA/CD défini avec des systèmes décrits dans le standard IEEE 802.3.
- Supporte les moyens d’interconnexion avec une topologie de réseau en bus.

### Aperçu technique
Le câblage 10BASE2 utilise une topologie réseau en bus d’une longueur maximale de 200 yards (185 mètres) (le 2 de 10Base2 vient de cette distance) avec 30 connexions espacées au minimum de 50 cm.
Son support est du câble coaxial fin d’impédance 50 ohms et de diamètre 6 ou 6,35 mm (comme du RG58).
Ce câble est composé de segments terminés par des connecteurs BNC (le B signifie baïonnette (Bayonet), c’est-à-dire que l’on enfonce la prise et que l’on tourne d’un quart de tour). Ces segments sont connectés à la carte réseau à l’aide d’un connecteur à 3 directions, d’une prise BNC femelle qui se connecte sur la carte réseau et de deux embouts BNC mâles qui accueillent les BNC femelles du segment arrivant et du segment repartant. L’ensemble des segments et des connecteurs en T forment un seul grand câble qui doit être terminé à chaque extrémité par adaptateurs d'impédance, c'est-à-dire des résistances de 50 Ohms, surnommés bouchons, pour éviter la réflexion du signal.
Il est facile de vérifier que le câble est fonctionnel en mesurant avec un ohmmètre, voire avec une simple lampe très basse tension (12V) la conduction de l'âme centrale de part en part, qu'il n'y ait pas de court-circuit avec le blindage extérieur. Pour ce qui est l'impédance, étant mesurée en HF, c'est tout autre chose. Il est donc nécessaire d'utiliser un analyseur d'antenne, générateur HF....